# Domenicantonio Spina Diana
Domenicantonio Spina Diana (Vieste, 14 marzo 1942) è un politico italiano.

## Biografia
Vive a Vieste (Foggia), ove è stato sindaco per tre mandati consecutivi (1992 - 2006) alla guida di coalizioni di centro. Dal 1968 al 1984, precedentemente all’attività politica, ha svolto per conto del Ministero dell’Interno il ruolo di vice prefetto ispettore nelle città di Roma, Rovigo, Pordenone, Potenza e Foggia.
Il 30 maggio del 2001, contemporaneamente alla carica di sindaco, viene eletto parlamentare nelle liste di Forza Italia.

### Attività parlamentare
Con una nota della Presidenza del Consiglio dei ministri del 4 febbraio 2003 risulta essere il parlamentare più presente, con una percentuale personale del 94,47% delle 7360 votazioni nell’anno solare 2002. 
È stato firmatario e relatore di importanti proposte di legge e discussioni in commissione :
‘’Norme per l'istituzione di nuove case da gioco sul territorio nazionale (presentata il 25 febbraio 2002, annunziata il 26 febbraio 2002), firmatario.
“Acquisizione allo Stato della collezione Torlonia” (26 giugno 2003), relatore.
“Iniziative inerenti alla dislessia” (30 agosto 2004), firmatario e relatore.
“Disposizioni per la promozione, il sostegno e la valorizzazione della musica popolare, amatoriale bandistica, folcloristica e corale” (18 aprile 2002), firmatario.
“Accordi fra il sistema scolastico e il sistema sanitario locale per indagini specialistiche volte ad individuare l’entità del disturbo della dislessia nella popolazione scolastica” (21 luglio 2004), firmatario.
“Norme per la protezione dei soggetti malati di celiachia” (Iter del 09 marzo 2004), firmatario e relatore.
“Interventi urgenti per fronteggiare emergenze sanitarie e per finanziare la ricerca nei settori della genetica” (09 marzo 2004), relatore.
“Modifiche al testo unico delle leggi sull’ordinamento degli enti locali, di cui al decreto legislativo 18 agosto 2000, n. 267, concernenti la Commissione straordinaria e il comitato di sostegno e di monitoraggio, (22 settembre 2005) firmatario.
“Riordino delle competenze relative alle politiche spaziali ed aerospaziali, (17 gennaio 2006) relatore.
“Modifiche all’articolo 9 della Costituzione”, (24 marzo 2004) relatore.
“Riordino dei ruoli dell’Arma dei carabinieri, Polizia di stato, Guardia di finanza, e Polizia penitenziaria, (13 dicembre 2005).